# Alluitz
Alluitz (nom officiel et recommandé par l'Euskaltzaindia, académie de la langue basque, aussi appelé Aitlluiz ou Ailuitz) est une montagne de Biscaye situé dans le massif d'Anboto, dans les Montagnes basques. Il culmine à 1 034 m d'altitude.

## Géographie
C'est le second sommet du massif d'Anboto ou montagnes du Durangaldea, aussi connues comme « la petite Suisse », qui font partie du parc naturel d'Urkiola. Tout comme l'Anboto, il fait partie de cet immense massif calcaire récifal très compact et de couleur grise. Il contient des restes de coraux et de grosses coquilles de crustacés. La montagne se situe dans l'Est du parc et elle le parcourt du nord-ouest au sud-est.
L'Alluitz se caractérise par le précipice dans sa face sud, avec une chute proche de 600 mètres. La face nord, bien qu'escarpée, permet une montée qui est difficile et non recommandée aux randonneurs sans une certaine expérience. À la fin de la ligne de crête, qui commence avec l'Anboto, par le côté ouest, cette face fait partie du précipice qui caractérise cette montagne, bien qu'atténué par la crête de l'Artola que le sépare de son petit frère l'Aitz Txiki (786 m). Pour atteindre le sommet en parcourant la crête il faut passer par le spectaculaire, bien que peu difficile (difficulté de degré II) Paso del Diablo, l'Infernuko Zubia (« pont de l'enfer » en basque) ou Kokuzkulu, qui ont pris les vies de certains imprudents. Sur son sommet se trouve un point géodésique appartenant au réseau péninsulaire de premier ordre.
Ce pic, avec la sierra auquel il appartient, est l'un des sommets les plus caractéristiques et les plus connus de Biscaye et du Pays basque.

## Routes et ascensions
Voie depuis le défilé d'Atxarte

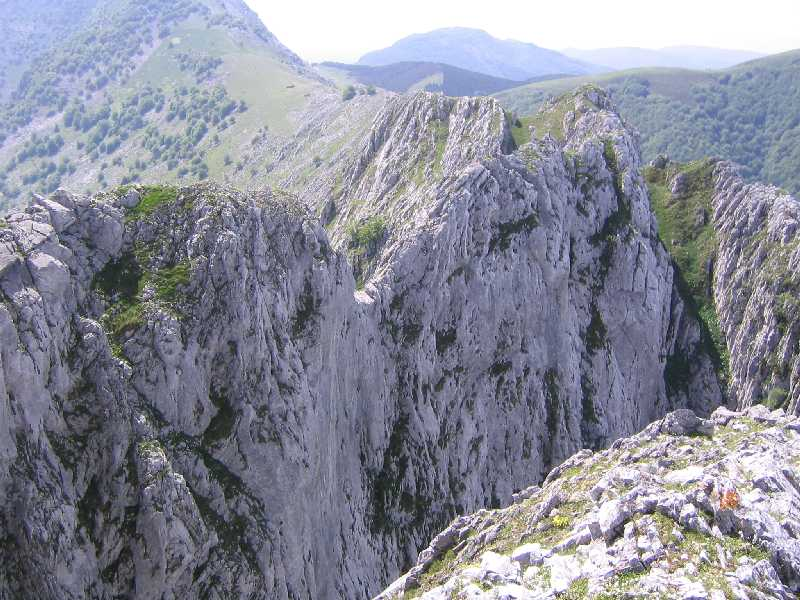
Depuis le sommet on observe toute la ligne de crête, avec la crête de Larrano au fond. Au premier plan, le Paso del Diablo ou Infernuko Zubia.

La voie normale part du défilé d'Atxarte (290 m) et monte jusqu'à la crête d'Artola (564 m), d'où il est possible de monter à l'Aitz Txiki (786 m), proche et facile. En poursuivant sur la gauche, on fait face à l'Alluitz. On entre dans un grand canal qui, au milieu d'une inconfortable rocaille, emmène jusqu'au flanc sud, herbeux et pentu, qui approche de la ligne de crête. On accède près d'une épine blanche isolée et, en poursuivant vers l'ouest, au bord du précipice, on arrive au sommet.
Par la ligne de crête (Paso del Diablo ou Infernuko Zubia)
Depuis celui de la crête de Larrano (957 m), où se trouve l'ermitage de Santa Bárbara, entre l'Alluitz et l'Anboto, en suivant la ligne de crête, qui est assez ingrate et dans laquelle il faut redoubler de précautions, on passe de petits sommets comme Larrano puntie (981 m) ou Zorrotza (1 017 m), un peu dévié de l'axe de la crête, est descendant jusqu'à Larrango Urkulu (915 m) pour trouver immédiatement le célèbre Paso del Diablo ou l'Infernuko Zubia, parfaitement franchissable, mais qui impose des précautions à cause des précipices des deux côtés et de son peu de largeur : il faut monter par une petite paroi de dos au précipice de la face nord (difficulté II) jusqu'au petit pont rocheux qui nous conduit à un canal étroit (difficulté I). Ángel Sopeña et Ignacio Palacios, pionniers de l'escalade basque, sont montés en 1921 par ici.
Par la face sud
La face sud de l'Alluitz paraît infranchissable. Son précipice avec effondrement est impressionnant. Ici se trouvent sans doute des voies d'escalade les plus longues de tout le complexe d'Atxarte, et même de Biscaye[réf. nécessaire]. On peut effectuer certaines d'entre elles, comme le parcours par le profond canal d'Urkiolandije ou par le Cóncava.
Temps d'accès :
- Urkiola (3 h 30 min, par Larrano) ;
- Atxarte (1 h 30 min, par Artola).